# Крутицы (Перемышльский район)
Крутицы — деревня в Перемышльском районе Калужской области, в составе муниципального образования Сельское поселение «Деревня Большие Козлы».

## География
Расположена на административной границе с городским округом Калуга, в одном километре от федеральной автотрассы Р-132 «Золотое кольцо», в 33 километрах на северо-восток от районного центра — села Перемышль и в семи километрах на восток от областного центра — города Калуги. Рядом деревня Будаково и река Ока.

## Население
| 2002 | 2010 |
| ---- | ---- |
| 1    | ↗9   |

## История
О поселениях в этих местах известно с древнейших времён. В атласе Калужского наместничества, изданного в 1782 году, упоминается и нанесено на карты сельцо Крутицы Калужского уезда, 29 дворов и по ревизии душ — 118.

Сельцо Крутицы Анны Ивановны Похвисневой, Елизаветы Николаевой дочери Баклановской и Татьяны Кологривовой. При безымянном ручье, дом госплский деревянный, лес дровяной, крестьяне на оброке.— Описания и алфавиты к Калужскому атласу
В 1858 году сельцо (каз.) Крутицы 3-го стана Калужского уезда, при колодце, 11 дворов — 75 жителей, по левой стороне Киевского тракта.
В «Списке населённых мест Калужской губернии», изданного в 1914 году, упоминается деревня Крутицы Покровской волости Калужского уезда Калужской губернии в которой постоянно проживало 141 человек.
В годы Великой Отечественной войны деревня была оккупирована войсками Нацистской Германии с начала октября по конец декабря 1941 года. Освобождена в ходе Калужской наступательной операции частями 50-й армии генерал-лейтенанта И. В. Болдина.